# Трипалладийнеодим
Трипалладийнеодим — бинарное неорганическое соединение
палладия и неодима
с формулой NdPd3,
кристаллы.

## Получение
- Сплавление стехиометрических количеств чистых веществ:

{\displaystyle {\mathsf {3Pd+Nd\ {\xrightarrow {1217^{o}C}}\ NdPd_{3}}}}

## Физические свойства
Трипалладийнеодим образует кристаллы
кубической сингонии,
пространственная группа P m3m,
параметры ячейки a = 0,41181 нм, Z = 1,
структура типа тримедьзолота AuCu3
.
Соединение конгруэнтно плавится при температуре 1217°С (1450°С).